# Ettore Caffaratti
Ettore Caffaratti (ur. 12 maja 1886 w Abbadia Alpina, zm. 9 stycznia 1969 w Mediolanie) – włoski jeździec, trzykrotny medalista olimpijski.
Uczestnik igrzysk olimpijskich w Antwerpii (1920). Wystąpił w trzech konkurencjach, na wierzchowcu Caniche zdobył srebrny medal w WKKW drużynowo i brąz w WKKW indywidualnie, z kolei na koniu Tradittore zajął trzecie miejsce w drużynowych skokach przez przeszkody.
Był wojskowym, jako major uczestniczył w I wojnie światowej, w trakcie której dowodził kompanią narciarzy alpejskich, których wyszkolił. Podczas II wojny światowej służył w Libii jako generał brygady. Za działania wojenne otrzymał Srebrny Medal za Męstwo Wojskowe.